# Die vierte Art
Die vierte Art (Originaltitel: The Fourth Kind) ist ein US-amerikanischer Science-Fiction-Thriller aus dem Jahr 2009. In Deutschland erschien der Film am 15. April 2010 als DVD. Regie führte Olatunde Osunsanmi. Der Filmtitel ist an eine Klassifizierung von UFO-Begegnungen durch den US-amerikanischen Ufologen J. Allen Hynek angelehnt, welche als Nahbegegnung der vierten Art eine Entführung durch Außerirdische definiert.
Der Film ist im Stil eines Mockumentary gehalten. Von den Filmmachern wird behauptet, der Film beruhe auf wahren Begebenheiten, die von Tonband- und Filmaufnahmen von Geschehnissen im Oktober 2000 in Nome (Alaska) gestützt werden, die von der Psychologin Dr. Abigail Tyler und ihren Patienten gemacht worden sein sollen, wobei Dr. Abigail Tyler in den „originalen Filmaufnahmen“ von Charlotte Milchard gespielt wird.

## Handlung
Dr. Abigail Tyler ist Psychologin im kleinen Städtchen Nome in Alaska und führt eine Studie ihres verstorbenen Mannes fort. Dabei behandelt sie diverse Patienten, die alle unter Schlafstörungen leiden, welche mit der scheinbaren Halluzination einer auftauchenden Schleiereule mit großen schwarzen Augen einhergehen, die sie nachts anstarren. Durch Hypnose versucht sie Erinnerungen der Patienten aus den vergangenen Nächten zu reaktivieren. Sie zeichnet die Sitzungen mit ihren Patienten auf. Die Patienten reagieren aber plötzlich in der Hypnose ängstlich, nahezu panisch. Unter Zuhilfenahme der Notizen ihres verstorbenen Mannes versucht Dr. Tyler die Ursache der Angstzustände ihrer Patienten zu ermitteln. Dabei ergibt sich, dass es sich bei den vermeintlichen Eulen mit den großen Augen in Wahrheit um Außerirdische handelt, die diese Menschen entführen und an ihnen grausame Experimente durchführen. Dies bringt sie in Verbindungen damit, dass in Nome die meisten Menschen in Alaska einfach spurlos verschwinden.
Nach den Hypnosesitzungen kommt es zu Selbstmord, Mord und Verletzungen ihrer Patienten. Dr. Tyler wird von Sheriff August verdächtigt, etwas damit zu tun zu haben. Verstört will sie mit ihren beiden Kindern die Stadt verlassen, doch in jener Nacht wird ihre Tochter, wie sie behauptet, von Außerirdischen entführt. Ein Hilfssheriff in einem Streifenwagen überwacht zu dieser Zeit Dr. Tylers Haus, damit diese während der polizeilichen Untersuchungen nicht flieht. Während der Nacht bemerkt er ein großes Objekt über dem Haus. Die Kamera im Streifenwagen zeichnet dieses zwar auf, wird aber durch das Objekt gestört, sodass die Aufnahme stark verzerrt ist. Dr. Tyler ist davon überzeugt, dass auch die anderen betroffenen Personen – einschließlich ihrer selbst – von Außerirdischen entführt und zurückgebracht wurden.

## Kritiken
Die Vierte Art erhielt fast durchgehend sehr negative Kritiken, so errechnet die Website Metacritic eine durchschnittliche Bewertung von 34 % aus 27 Kritiken.
Vor allem wird oft die Intention der Filmmacher, den Zuschauer unbedingt davon zu überzeugen, der Plot des Films basiere auf realen Ereignissen, kritisiert. So meint filme-welt.com, dass „Die vierte Art vom Anspruch der vorgeblichen Echtheit förmlich erdrückt wird“.
Robert Eichelsheimer von Filmstarts bemerkt außerdem, dass „der Kniff mit der Behauptung wahrer Begebenheiten […] nun geradezu inflationär gebraucht“ werde.
Ein weiterer Kritikpunkt ist der ständige Wechsel zwischen den normalen Filmsequenzen und dem angeblich realen Filmmaterial, so könne sich der Regisseur „nicht zwischen Pseudo-Dokumentation und Spielszenen entscheiden. Mit diesem Mix kann er weder emotionale Tiefe und Empathie für die Charaktere erzeugen, noch erreicht er die verstörende Konsequenz eines Blair Witch Project“.

## Hintergrund
In der Realität gab es einige mysteriöse Fälle von verschwundenen Menschen in Nome. Das FBI untersuchte bis 2005 insgesamt 20 Fälle möglicher Entführungen durch Außerirdische in Nome. Diese wurden von der Behörde widerrufen. Man erklärte, dass die Opfer durch Alkoholmissbrauch verschwanden und an den eisigen Temperaturen in der Wildnis erfroren. Neun Leichen wurden nicht gefunden.

## Bemerkungen
Die vierte Art war der erste große Film von Drehbuchautor und Regisseur Olatunde Osunsanmi. Die Dreharbeiten fanden nicht in Nome, Alaska statt, sondern in Vancouver, British Columbia (Kanada), Los Angeles (Kalifornien), Sofia (Nu Boyana Film Studios) und Witoscha, Bulgarien. Nome wird im Film als Kleinstadt dargestellt, die von Nadelwäldern und Bergen umgeben ist, in Wirklichkeit liegt Nome in einer baumlosen, flachen Tundra. Das Filmbudget betrug 10 Millionen US-Dollar und der Film spielte weltweit über 45 Millionen US-Dollar ein.